# Halfweg-Zwanenburg
Halfweg-Zwanenburg (ned: Station Halfweg-Zwanenburg) – stacja kolejowa w Halfweg, w prowincji Holandia Północna, w Holandii. Stacja znajduje się na linii Amsterdam – Rotterdam. Stacja faktycznie znajduje się na granicy dwóch gmin Halfweg i Zwanenburg.

## Linie kolejowe
- Linia Amsterdam – Rotterdam

## Połączenia
- 4800 Sprinter Amsterdam Centraal – Halfweg-Zwanenburg – Haarlem – Alkmaar – Hoorn
- 5400 Sprinter Amsterdam Centraal – Halfweg-Zwanenburg – Haarlem – Zandvoort aan Zee